# Fortuna Vlaardingen
Fortuna Vlaardingen war ein niederländischer Fußballverein aus Vlaardingen.

## Geschichte
Fortuna Vlaardingen wurde 1904 gegründet. Bei Einführung des Profifußballs in den Niederlanden 1956 wurde die Mannschaft der Eersten Divisie zugeordnet. Unter Trainer Rinus Gosens gewann der Klub in der Spielzeit 1961/62 seine Staffel, scheiterte aber in den anschließenden Aufstiegsspielen an Heracles Almelo. Die Mannschaft konnte den Erfolg nicht bestätigen und stieg zwei Jahre später in die drittklassige Tweede Divisie ab. Hier erreichte die Mannschaft in der Spielzeit 1968/69 hinter BV De Graafschap und Excelsior Rotterdam den dritten Tabellenrang, der zum Wiederaufstieg qualifizierte. Nach dem direkten Wiederabstieg platzierte sich der Klub in der Spielzeit 1970/71 zwar nur auf dem siebten Tabellenplatz, aufgrund einer Reform des Fußballs reichte es jedoch zum erneuten Abstieg, da die Spielklasse aufgelöst wurde und dabei alle Klubs, die sich für den Profifußball entschieden, in die Eerste Divisie aufrückten.
Fortuna Vlaardingen hielt sich im Mittelfeld der Liga. Am Ende der Spielzeit 1973/74 spaltete sich der Klub auf, die Profimannschaft wurde als FC Vlaardingen ausgegliedert und Fortuna trat fortan im Amateurbereich an. Nach zwei Jahren in der Vierden Klasse erreichte sie die Derde Klasse und stieg 1982 in die Tweete Klasse auf. Bis zum Ende der 1990er folgte der erneute Abstieg in die Vierde Klasse. 2004 fusionierte der Klub mit The Shell Boys zum SC Victoria 04.